# Видимлије
Видимлије су насељено мјесто у Босни и Херцеговини у Општини Гламоч које административно припада Федерацији Босне и Херцеговине. Према попису становништва из 2013. у насељу је живјело 55 становника.

## Историја
По предању ово место је име добило на следећи начин. Када су Турци освојили Босну, населила се овде једна задруга из Видина. После неког времена населише се и друге фамилије, али се по оној турској задрузи из Видина село прозове Видимлије.
Постоји и друга верзија, односно предање, како је настало ово име. Говорило се: Брате мој, у околини Гламоча најпрво су се угледале димлије, свијет се је чудио тој аљинки, па повиче: „Види димлија”. И по томе се село и прозове тако.

## Становништво
| Демографија | Демографија | Демографија |
| Година      | Становника  | Становника  |
| ----------- | ----------- | ----------- |
| 1961.       | 196         |             |
| 1971.       | 174         |             |
| 1981.       | 157         |             |
| 1991.       | 150         |             |